# Hit Me Hard and Soft: The Tour
Hit Me Hard and Soft: The Tour es la séptima gira de conciertos de la cantante estadounidense Billie Eilish, en apoyo de su tercer álbum de estudio Hit Me Hard and Soft (2024).  La gira fue anunciada el 29 de abril de 2024 e inicio el 29 de septiembre de 2024 en el Videotron Centre de la ciudad de Quebec y concluirá el 27 de julio de 2025 en el 3Arena de Dublín .

## Fechas
| Fecha (2024)  | Ciudad        | País           | Recinto               | Asistencia      | Ganancias    |
| Norteamérica  | Norteamérica  | Norteamérica   | Norteamérica          | Norteamérica    | Norteamérica |
| ------------- | ------------- | -------------- | --------------------- | --------------- | ------------ |
| Septiembre 29 | Quebec City   | Canadá         | Videotron Centre      | 17,931 / 17,931 | $2,475,992   |
| Octubre 1     | Toronto       | Canadá         | Scotiabank Arena      | —               | —            |
| Octubre 2     | Toronto       | Canadá         | Scotiabank Arena      | —               | —            |
| Octubre 4     | Baltimore     | Estados Unidos | CFG Bank Arena        | —               | —            |
| Octubre 5     | Philadelphia  | Estados Unidos | Wells Fargo Center    | 18,236 / 18,236 | $3,376,805   |
| Octubre 7     | Detroit       | Estados Unidos | Little Caesars Arena  | —               | —            |
| Octubre 9     | Newark        | Estados Unidos | Prudential Center     | 17,106 / 17,106 | $3,094,655   |
| Octubre 11    | Boston        | Estados Unidos | TD Garden             | 16,057 / 16,057 | $2,907,737   |
| Octubre 13    | Pittsburgh    | Estados Unidos | PPG Paints Arena      | —               | —            |
| Octubre 16    | New York City | Estados Unidos | Madison Square Garden | 54,866 / 54,866 | $9,498,638   |
| Octubre 17    | New York City | Estados Unidos | Madison Square Garden | 54,866 / 54,866 | $9,498,638   |
| Octubre 18    | New York City | Estados Unidos | Madison Square Garden | 54,866 / 54,866 | $9,498,638   |
| Noviembre 2   | Atlanta       | Estados Unidos | State Farm Arena      | 33,936 / 33,936 | $5,338,546   |
| Noviembre 3   | Atlanta       | Estados Unidos | State Farm Arena      | 33,936 / 33,936 | $5,338,546   |
| Noviembre 6   | Nashville     | Estados Unidos | Bridgestone Arena     | —               | —            |
| Noviembre 8   | Cincinnati    | Estados Unidos | Heritage Bank Center  | —               | —            |
| Noviembre 10  | Saint Paul    | Estados Unidos | Xcel Energy Center    | 35,547 / 35,547 | $5,888,989   |
| Noviembre 11  | Saint Paul    | Estados Unidos | Xcel Energy Center    | 35,547 / 35,547 | $5,888,989   |
| Noviembre 13  | Chicago       | Estados Unidos | United Center         | —               | —            |
| Noviembre 14  | Chicago       | Estados Unidos | United Center         | —               | —            |
| Noviembre 16  | Kansas City   | Estados Unidos | T-Mobile Center       | —               | —            |
| Noviembre 17  | Omaha         | Estados Unidos | CHI Health Center     | 14,926 / 14,926 | $2,752,120   |
| Noviembre 19  | Denver        | Estados Unidos | Ball Arena            | —               | —            |
| Noviembre 20  | Denver        | Estados Unidos | Ball Arena            | —               | —            |
| Diciembre 3   | Vancouver     | Canadá         | Rogers Arena          | —               | —            |
| Diciembre 5   | Seattle       | Estados Unidos | Climate Pledge Arena  | 32,402 / 32,402 | $5,736,051   |
| Diciembre 6   | Seattle       | Estados Unidos | Climate Pledge Arena  | 32,402 / 32,402 | $5,736,051   |
| Diciembre 8   | Portland      | Estados Unidos | Moda Center           | —               | —            |
| Diciembre 10  | San Jose      | Estados Unidos | SAP Center            | 33,678 / 33,678 | $5,611,600   |
| Diciembre 11  | San Jose      | Estados Unidos | SAP Center            | 33,678 / 33,678 | $5,611,600   |
| Diciembre 13  | Glendale      | Estados Unidos | Desert Diamond Arena  | —               | —            |
| Diciembre 15  | Inglewood     | Estados Unidos | Kia Forum             | —               | —            |
| Diciembre 16  | Inglewood     | Estados Unidos | Kia Forum             | —               | —            |
| Diciembre 17  | Inglewood     | Estados Unidos | Kia Forum             | —               | —            |

| Fecha (2025) | Ciudad        | País            | Recinto                       | Asistencia      | Ganancias  |
| Oceanía      | Oceanía       | Oceanía         | Oceanía                       | Oceanía         | Oceanía    |
| ------------ | ------------- | --------------- | ----------------------------- | --------------- | ---------- |
| Febrero 18   | Brisbane      | Australia       | Brisbane Entertainment Centre | 55,108 / 55,108 | $6,705,829 |
| Febrero 19   | Brisbane      | Australia       | Brisbane Entertainment Centre | 55,108 / 55,108 | $6,705,829 |
| Febrero 21   | Brisbane      | Australia       | Brisbane Entertainment Centre | 55,108 / 55,108 | $6,705,829 |
| Febrero 22   | Brisbane      | Australia       | Brisbane Entertainment Centre | 55,108 / 55,108 | $6,705,829 |
| Febrero 24   | Sydney        | Australia       | Qudos Bank Arena              | 79,314 / 79,314 | $9,644,744 |
| Febrero 25   | Sydney        | Australia       | Qudos Bank Arena              | 79,314 / 79,314 | $9,644,744 |
| Febrero 27   | Sydney        | Australia       | Qudos Bank Arena              | 79,314 / 79,314 | $9,644,744 |
| Febrero 28   | Sydney        | Australia       | Qudos Bank Arena              | 79,314 / 79,314 | $9,644,744 |
| Marzo 4      | Melbourne     | Australia       | Rod Laver Arena               | —               | —          |
| Marzo 5      | Melbourne     | Australia       | Rod Laver Arena               | —               | —          |
| Marzo 7      | Melbourne     | Australia       | Rod Laver Arena               | —               | —          |
| Marzo 8      | Melbourne     | Australia       | Rod Laver Arena               | —               | —          |
| Europa       |               |                 |                               |                 |            |
| Abril 23     | Stockholm     | Suecia          | Avicii Arena                  | —               | —          |
| Abril 24     | Stockholm     | Suecia          | Avicii Arena                  | —               | —          |
| Abril 26     | Bærum         | Noruega         | Telenor Arena                 | —               | —          |
| Abril 28     | Copenhagen    | Dinamarca       | Royal Arena                   | —               | —          |
| Abril 29     | Copenhagen    | Dinamarca       | Royal Arena                   | —               | —          |
| Mayo 2       | Hanover       | Alemania        | ZAG-Arena                     | —               | —          |
| Mayo 4       | Amsterdam     | Países Bajos    | Ziggo Dome                    | —               | —          |
| Mayo 5       | Amsterdam     | Países Bajos    | Ziggo Dome                    | —               | —          |
| Mayo 7       | Amsterdam     | Países Bajos    | Ziggo Dome                    | —               | —          |
| Mayo 9       | Berlin        | Alemania        | Uber Arena                    | —               | —          |
| Mayo 29      | Cologne       | Alemania        | Lanxess Arena                 | —               | —          |
| Mayo 30      | Cologne       | Alemania        | Lanxess Arena                 | —               | —          |
| Junio 1      | Prague        | República Checa | O2 Arena                      | —               | —          |
| Junio 3      | Kraków        | Polonia         | Tauron Arena                  | —               | —          |
| Junio 4      | Kraków        | Polonia         | Tauron Arena                  | —               | —          |
| Junio 6      | Vienna        | Austria         | Wiener Stadthalle             | —               | —          |
| Junio 8      | Bologna       | Italia          | Unipol Arena                  | —               | —          |
| Junio 10     | Paris         | Francia         | Accor Arena                   | —               | —          |
| Junio 11     | Paris         | Francia         | Accor Arena                   | —               | —          |
| Junio 14     | Barcelona     | España          | Palau Sant Jordi              | —               | —          |
| Junio 15     | Barcelona     | España          | Palau Sant Jordi              | —               | —          |
| Julio 7      | Glasgow       | Reino Unido     | OVO Hydro                     | —               | —          |
| Julio 8      | Glasgow       | Reino Unido     | OVO Hydro                     | —               | —          |
| Julio 10     | London        | Reino Unido     | The O2 Arena                  | —               | —          |
| Julio 11     | London        | Reino Unido     | The O2 Arena                  | —               | —          |
| Julio 13     | London        | Reino Unido     | The O2 Arena                  | —               | —          |
| Julio 14     | London        | Reino Unido     | The O2 Arena                  | —               | —          |
| Julio 16     | London        | Reino Unido     | The O2 Arena                  | —               | —          |
| Julio 17     | London        | Reino Unido     | The O2 Arena                  | —               | —          |
| Julio 19     | Manchester    | Reino Unido     | Co-op Live                    | —               | —          |
| Julio 20     | Manchester    | Reino Unido     | Co-op Live                    | —               | —          |
| Julio 22     | Manchester    | Reino Unido     | Co-op Live                    | —               | —          |
| Julio 23     | Manchester    | Reino Unido     | Co-op Live                    | —               | —          |
| Julio 26     | Dublin        | Irlanda         | 3Arena                        | —               | —          |
| Julio 27     | Dublin        | Irlanda         | 3Arena                        | —               | —          |
| Asia         |               |                 |                               |                 |            |
| Agosto 16    | Saitama       | Japón           | Saitama Super Arena           | —               | —          |
| Agosto 17    | Saitama       | Japón           | Saitama Super Arena           | —               | —          |
| Norteamérica |               |                 |                               |                 |            |
| Octubre 9    | Miami         | Estados Unidos  | Kaseya Center                 | —               | —          |
| Octubre 11   | Miami         | Estados Unidos  | Kaseya Center                 | —               | —          |
| Octubre 12   | Miami         | Estados Unidos  | Kaseya Center                 | —               | —          |
| Octubre 14   | Orlando       | Estados Unidos  | Kia Center                    | —               | —          |
| Octubre 16   | Raleigh       | Estados Unidos  | Lenovo Center                 | —               | —          |
| Octubre 17   | Raleigh       | Estados Unidos  | Lenovo Center                 | —               | —          |
| Octubre 19   | Charlotte     | Estados Unidos  | Spectrum Center               | —               | —          |
| Octubre 20   | Charlotte     | Estados Unidos  | Spectrum Center               | —               | —          |
| Octubre 23   | Filadelfia    | Estados Unidos  | Xfinity Mobile Arena          | —               | —          |
| Octubre 25   | Elmont        | Estados Unidos  | UBS Arena                     | —               | —          |
| Octubre 26   | Elmont        | Estados Unidos  | UBS Arena                     | —               | —          |
| Noviembre 7  | Nueva Orleans | Estados Unidos  | Smoothie King Center          | —               | —          |
| Noviembre 8  | Nueva Orleans | Estados Unidos  | Smoothie King Center          | —               | —          |
| Noviembre 10 | Tulsa         | Estados Unidos  | BOK Center                    | —               | —          |
| Noviembre 11 | Tulsa         | Estados Unidos  | BOK Center                    | —               | —          |
| Noviembre 13 | Austin        | Estados Unidos  | Moody Center                  | —               | —          |
| Noviembre 14 | Austin        | Estados Unidos  | Moody Center                  | —               | —          |
| Noviembre 18 | Phoenix       | Estados Unidos  | PHX Arena                     | —               | —          |
| Noviembre 19 | Phoenix       | Estados Unidos  | PHX Arena                     | —               | —          |
| Noviembre 22 | San Francisco | Estados Unidos  | Chase Center                  | —               | —          |
| Noviembre 23 | San Francisco | Estados Unidos  | Chase Center                  | —               | —          |
| Total        | Total         | Total           | Total                         | —               | —          |